# Andrea Dettling
Andrea Dettling (Altendorf, 19 gennaio 1987) è un'ex sciatrice alpina svizzera.

## Biografia

### Stagioni 2003-2008
Andrea Dettling debuttò in campo internazionale il 16 dicembre 2002 sulle nevi di casa di Grimentz, disputando uno slalom speciale valido come gara FIS. In Coppa Europa esordì l'11 dicembre 2004, senza completare lo slalom gigante di a Schruns, e ottenne il primo podio il 21 dicembre 2006 a Kaunertal (2º) nella medesima specialità.
Venne chiamata per la prima volta in Coppa del Mondo il 6 gennaio 2007, quando partecipò allo slalom gigante di Kranjska Gora senza però qualificarsi per la seconda manche. Un anno dopo, il 7 gennaio 2008, ottenne a Turnau la sua unica vittoria in Coppa Europa, sempre in slalom gigante. Nella stessa stagione conquistò i suoi primi punti in Coppa del Mondo arrivando 19ª nel supergigante disputato a Sestriere il 10 febbraio.

### Stagioni 2009-2014
Nel 2009 ottenne il suo ultimo podio in Coppa Europa, nello slalom gigante di Lenzerheide del 6 gennaio (2ª), il suo unico podio in Coppa del Mondo, nel supergigante dell'Olimpia delle Tofane di Cortina d'Ampezzo del 26 gennaio (3ª alle spalle della svedese Jessica Lindell Vikarby e dell'austriaca Anna Fenninger), e prese parte alla sua unica rassegna iridata: a Val-d'Isère 2009 si classificò 22ª nello slalom gigante e non portò a termine il supergigante e la supercombinata.
Ai XXI Giochi olimpici invernali di Vancouver 2010, sua unica presenza olimpica, si piazzò 12ª nel supergigante, 23ª nella combinata e non completò lo slalom gigante. La sua ultima gara in carriera fu la discesa libera di Coppa del Mondo disputata a Val-d'Isère il 21 dicembre 2013 e chiusa dalla Dettling al 33º posto; annunciò la fine della sua attività agonistica, segnata da ripetuti infortuni, nell'aprile del 2015.

## Palmarès

### Coppa del Mondo
- Miglior piazzamento in classifica generale: 17ª nel 2009
- 1 podio (in supergigante)
  - 1 terzo posto

### Coppa Europa
- Miglior piazzamento in classifica generale: 6ª nel 2008
- 8 podi:
  - 1 vittoria
  - 4 secondi posti
  - 3 terzi posti

#### Coppa Europa - vittorie
| Data           | Località | Paese   | Specialità |
| -------------- | -------- | ------- | ---------- |
| 7 gennaio 2008 | Turnau   | Austria | GS         |

Legenda:

GS = slalom gigante

### South American Cup
- Miglior piazzamento in classifica generale: 14ª nel 2014
- 1 podio:
  - 1 secondo posto

### Australian New Zealand cup
- Miglior piazzamento in classifica generale: 24ª nel 2009
- 2 podi:
  - 1 secondo posto
  - 1 terzo posto

### Campionati svizzeri
- 9 medaglie[2]:
  - 3 ori (combinata[senza fonte] nel 2006; discesa libera, supergigante nel 2013)
  - 2 argenti (discesa libera nel 2005; discesa libera nel 2010)
  - 4 bronzi (slalom gigante nel 2006; supergigante nel 2007; supercombinata nel 2009; slalom gigante nel 2010)